# Beringen (Luksemburg)
Beringen (lb. Biereng) – wieś (Uertschaft) w środkowym Luksemburgu, w kantonie Mersch, w gminie Mersch. Do 3 października 2015 miejscowość leżała w dystrykcie Luksemburg. Liczy 1155 mieszkańców (31 grudnia 2022). 